# Bartramia boulayi
Bartramia boulayi är en bladmossart som beskrevs av Ferdinand François Gabriel Renauld och Jules Cardot 1890. Bartramia boulayi ingår i släktet äppelmossor, och familjen Bartramiaceae. Inga underarter finns listade i Catalogue of Life.